# George Ray Huntington
George Ray Huntington (geboren am 10. September 1868 in New Lisbon (Wisconsin); gestorben am 3. November 1923 in Minneapolis) war ein amerikanischer Eisenbahnmanager. Er war von 1922 bis 1923 Präsident der Minneapolis, St. Paul and Sault Ste. Marie Railway (Soo Line).

## Leben
George Ray Huntington wurde als Sohn von George E. Huntington und Helen Smith Huntington geboren. Er hatte sechs Geschwister. Sein Vater war Ingenieur und Lokführer bei der Chicago, Milwaukee and St. Paul Railroad (Milwaukee Road) und deren Vorgängergesellschaft. Mit 14 Jahren begann auch er selbst für diese Bahngesellschaft zu arbeiten.
1888 wechselte er zur Minneapolis, St. Paul and Sault Ste. Marie Railway. Im Laufe der Jahre arbeitete er sich in der Hierarchie hoch. Ab dem 1. Juli 1909 war er General Manager für die Soo Line und die Wisconsin Central Railway. Mit der Übernahme der Bahngesellschaften durch die staatliche United States Railroad Administration 1917 wurde er Federal Manager für die Soo Line, die Duluth, South Shore and Atlantic Railway (DSS&A), die Copper Range Railroad und die Lake Superior Terminal and Transfer Railroad. Nach dem Ende der staatlichen Kontrolle 1920 agierte er wieder als General Manager für die Soo Line, die DSS&A sowie die Copper Range Railroad. Am 10. März 1920 wurde er außerdem Vize-Präsident der Soo Line.
Am 16. März 1922 wurde er als Nachfolger von Edmund Pennington Präsident dieser Bahngesellschaft. Gleichzeitig übernahm er auch die Präsidentschaft bei der Spokane International Railway und der DSS&A. Außerdem erhielt er einen Sitz im Aufsichtsrat der Northwestern National Bank.
George Ray Huntington erkrankte am 19. Oktober 1923 in Spokane an einer Lebensmittelvergiftung. Er trat die Heimreise nach Minneapolis an und nachdem er beinahe genesen war, verstarb er an einem Herzinfarkt.
1897 heiratete er Mattie Weatherbee. Das Paar hatte drei Kinder.